# 格林納達國家足球隊
格林納達國家足球代表隊是格林納達的國家足球代表隊，由格林納達足球協會管理，現時屬於國際足協及中北美洲及加勒比海足球協會成員國之一。格林納達2009年前仍未參加過任何國際大賽的決賽週，直到2008年加勒比海錦標賽，格林納達於準決賽力克古巴，雖然決賽不敵勁旅牙買加，但格林納達歷史性首次參加翌年舉行的美洲金盃。

## 世界盃成績
| 年份             | 最後成績   | 比賽紀錄                                                                                    |
| ---------------- | ---------- | ------------------------------------------------------------------------------------------- |
| 1930年 至 1978年 | 沒有參賽   | 沒有參賽                                                                                    |
| 1982年           | 外圍賽出局 | - 第一圈預賽總比數負 · 4-8(2-5, 2-3)                                                        |
| 1986年 至 1994年 | 沒有參賽   | 沒有參賽                                                                                    |
| 1998年           | 外圍賽出局 | - 第一圈總比數勝 · 8-1(2-1, 6-0) - 第二圈總比數負 · 海地 1-7(1-6, 0-1)                      |
| 2002年           | 外圍賽出局 | - 第一圈總比數和 · 4-4(2-2, 2-2), 加時負4-5                                                 |
| 2006年           | 外圍賽出局 | - 第一圈總比數勝 · 8-1(0-5, 3-1) - 第一圈附加賽總比數負 · 美国 2-6(0-3, 2-3)                |
| 2010年           | 外圍賽出局 | - 第一圈勝 · 美屬維爾京群島 10-0 - 第二圈總比數負 · 2-5(2-2, 0-3)                           |
| 2014年           | 外圍賽出局 | - 第二圈分組賽第四名出局 - 負 0-3 - 負 1-2 - 勝 4-1 - 和 1-1 - 負 0-3 - 負 1-4              |
| 2018年           | 外圍賽出局 | - 第二圈勝 · - 負 波多黎各 0-1 - 勝 波多黎各 2-0 - 第三圈出局 · - 負 海地 1-3 - 負 海地 0-3 |

## 中北美洲及加勒比海足球錦標賽&美洲金盃成績
中北美洲及加勒比海足球錦標賽：1963年至1989年

美洲金盃：1991年至2021年
- 1963年 至 1977年 - 沒有參賽
- 1981年 - 外圍賽出局
- 1985年 - 退出
- 1989年 - 沒有參賽
- 1991年 - 沒有參賽
- 1993年 至 2007年 - 外圍賽出局
- 2009年 - 小組賽
- 2011年 - 小組賽
- 2013年 至 2019年 - 外圍賽出局
- 2021年 - 小組賽